# Jim Metzler
Jim Metzler (Oneonta, 23 giugno 1951) è un attore statunitense.
È conosciuto per i suoi numerosi ruoli nelle serie televisive. Nel 1983 ha ottenuto una candidatura al Golden Globe come attore non protagonista per il film Un ragazzo chiamato Tex (1982).

## Filmografia

### Cinema
- Squeeze Play (1979)
- Gli amici di Georgia (1981)
- Un ragazzo chiamato Tex (1982)
- I ragazzi del fiume (1986)
- 976 - Chiamata per il diavolo (1988)
- Don, un cavallo per amico (1988)
- Old Gringo - Il vecchio gringo (Old Gringo), regia di Luis Puenzo (1989)
- Tramonto (1989)
- L'androide (1990)
- Autostop per l'inferno (1991)
- A Weekend with Barbara und Ingrid (1992)
- Waxwork 2 - Bentornati al museo delle cere (1992)
- Gypsy Eyes (1992)
- Qualcuno sta per morire (1992)
- Plughead Rewired: Circuitry Man II (1994)
- Cadillac Ranch, regia di Lisa Gottlieb (1996)
- L.A. Confidential (1997)
- A Gun, a Car, a Blonde (1997)
- St. Patrick's Day (1997)
- Bad City Blues (1999)
- The Big Brass Ring (1999)
- Phantom Town (1999)
- Warm Texas Rain (2000)
- 2012 - L'avvento del male (2001)
- The Doe Boy (2001)
- What Matters Most (2001)
- Under the Influence (2002)

### Televisione
- Houston pronto soccorso - serie TV, 9 episodi (1983)
- Princess Daisy - film TV (1983)
- Nord e Sud - miniserie TV (1985)
- The Best Times - serie TV, 7 episodi (1985)
- Do You Remember Love - film TV (1985)
- The Christmas Star - film TV (1986)
- Sulle ali delle aquile (On Wings of Eagles) - miniserie TV (1986)
- Nord e Sud II - miniserie TV (1986)
- La piccola fiammiferaia (The Little Match Girl), regia di Michael Lindsay-Hogg – film TV (1987)
- The Alamo: Thirteen Days to Glory - film TV (1987)
- La bella e la bestia (Beauty and the Beast) - serie TV, 2 episodi (1988-1989)
- Un testimone sospetto - film TV (1989)
- Perry Mason: The Case of the Musical Murder - film TV (1989)
- Crash: The Mystery of Flight 1501 - film TV (1990)
- La signora in giallo (Murder, She Wrote) - serie TV, episodio 7x18 (1991)
- Giustizia oscura - serie TV, 1 episodio (1991)
- A letto con l'assassino - film TV (1991)
- The Human Factor - serie TV, 1 episodio (1992)
- Detective in corsia (Diagnosis: Murder) - serie TV, 1 episodio (1994)
- French Silk - film TV (1994)
- Chicago Hope - serie TV, 1 episodio (1995)
- Grano rosso sangue 3 - Urban Harvest (1995)
- Star Trek: Deep Space Nine - serie TV, episodi 3x11 e 3x12 (1995)
- High Incident - serie TV, 1 episodio (1996)
- Apollo 11 - film TV (1996)
- Non guardare indietro - film TV (1996)
- JAG - Avvocati in divisa (JAG) - serie TV, 1 episodio (1996)
- The Single Guy - serie TV, 1 episodio (1996)
- Little Girls in Pretty Boxes - film TV (1997)
- Beyond Belief: Fact or Fiction - serie TV, 2 episodi (1997)
- Perversions of Science - serie TV, 1 episodio (1997)
- I viaggiatori - serie TV, 1 episodio (1998)
- A Wing and a Prayer - film TV (1998)
- 2 poliziotti a Palm Beach (Silk Stalkings) - serie TV, 1 episodio (1998)
- Witness Protection - film TV (1999)
- Hefner: Unauthorized - film TV (1999)
- In tribunale con Lynn (Family Law) - serie TV, 1 episodio (1999)
- Il tocco di un angelo (Touched by an Angel) - serie TV, 2 episodi (1996-1999)
- Level 9 - serie TV, 1 episodio (2000)
- A Family in Crisis: The Elian Gonzales Story - film TV (2000)
- Hollywood Off-Ramp - serie TV, 1 episodio (2000)
- The Division - serie TV, 1 episodio (2003)
- Il delitto Fitzgerald (2003)
- CSI: NY - serie TV, 1 episodio (2004)
- N.Y.P.D. - serie TV, 1 episodio (2005)
- Crossing Jordan - serie TV, 1 episodio (2007)
- Dexter - serie TV, 1 episodio (2009)
- Grey's Anatomy - serie TV, 1 episodio (2009)
- La forza del perdono (Amish Grace), regia di Gregg Champion - film TV (2010)
- Big Love - serie TV, 2 episodi (2010)
- Glee - serie TV, 1 episodio (2011)

### Videogiochi
- Silent Steel (Video Game) (1995)

## Doppiatori italiani
Nelle versioni in italiano dei suoi lavori, Jim Metzler è stato doppiato da:
- Teo Bellia in Un ragazzo chiamato Tex
- Emilio Cappuccio in 976 - Chiamata per il diavolo
- Francesco Prando ne La signora in giallo
- Maurizio Romano in Star Trek: Deep Space Nine
- Pierluigi Astore in CSI: NY
- Gianluca Machelli in Dexter
- Gaetano Lizzio in Grey's Anatomy
- Stefano Miceli in Glee
- Mauro Bosco in Mad Men